# Талька (провинция)
Провинция Талька  (исп. Provincia de Talca) — провинция в Чили в составе области Мауле. 
Включает в себя 10 коммун.
Территория — 9937,2 км². Численность населения — 412 769 жителей (2017). Плотность населения — 41,54 чел./км².
Административный центр — Талька.

## География
Провинция расположена в средней части области Мауле.
Провинция граничит:
- на севере — провинция Курико
- на востоке — провинция Неукен (Аргентина)
- на юге — провинции Линарес и Каукенес
- на западе — Тихий океан

## Административное деление
Провинция включает в себя 10 коммун:
- Талька. Админ.центр — Талька.
- Сан-Клементе. Админ.центр — Сан-Клементе.
- Пеларко. Админ.центр — Пеларко.
- Пенкауэ. Админ.центр — Пенкауэ.
- Мауле. Админ.центр — Мауле.
- Сан-Рафаэль. Админ.центр — Сан-Рафаэль.
- Курепто. Админ.центр — Курепто.
- Конститусьон. Админ.центр — Конститусьон.
- Эмпедрадо. Админ.центр — Эмпедрадо.
- Рио-Кларо. Админ.центр — Кумпео.

## Демография
Согласно сведениям, собранным в ходе переписи 2017 г. Национальным институтом статистики (INE),  население провинции составляет:
| Полное население                            | Полное население                            | Полное население                            | Полное население                            | Полное население                            | 412 769 |
| ------------------------------------------- | ------------------------------------------- | ------------------------------------------- | ------------------------------------------- | ------------------------------------------- | ------- |
| в том числе:                                | Городское население                         | 330 492                                     | Процент городского населения, %             | 80,07                                       |         |
|                                             | Сельское население                          | 82 277                                      | Процент сельского населения, %              | 19,93                                       |         |
|                                             | Мужское население                           | 201 902                                     | Процент мужского населения, %               | 48,91                                       |         |
|                                             | Женское население                           | 210 867                                     | Процент женского населения, %               | 51,09                                       |         |
| Плотность населения, чел/км²                | Плотность населения, чел/км²                | Плотность населения, чел/км²                | Плотность населения, чел/км²                | Плотность населения, чел/км²                | 41,54   |
| Население провинции в % к населению области | Население провинции в % к населению области | Население провинции в % к населению области | Население провинции в % к населению области | Население провинции в % к населению области | 39,50   |